# Marie-Suzanne Roslin
Marie-Suzanne Giroust (9 de março de 1734 – 31 de agosto de 1772), conhecida como Madame Roslin, foi uma pintora, miniaturista e pastelista francesa, conhecida por seus retratos. Ela era membro da Academia Real de Pintura e Escultura. Apenas um pequeno número de suas obras foram identificadas.

## Biografia
Marie-Suzanne Giroust nasceu e viveu toda a sua vida em Paris. Ela era filha de Barthélemy Giroust, joalheiro do guarda-roupa do rei e Marie Suzanne Le Roy. Órfã desde cedo, ela foi criada por parentes. Estudou arte com Maurice Quentin de La Tour e depois com Joseph-Marie Vien. Os ensinamentos de Vien, em particular, afetaram muito sua própria arte.